# Batalha de Daecheong
A Batalha de Daecheong foi um conflito entre as frotas marítimas da Coreia do Sul e da Coreia do Norte que ocorreu em 10 de novembro de 2009 na Ilha de Daecheong perto da Linha de Limite Norte(LLN). Um bote de patrulha norte-coreano foi seriamente danificado enquanto a força marítima da Coreia do Sul não teve nenhuma casualidade. 

## Confronto
O incidente começou às 11:27 quando um barco-patrulha da marinha norte coreana cruzou a LLN, sem o reconhecimento do governo da Coréia do Norte. Foram efectuados dois alertas por parte das unidades navais sul-coreanas. Depois de mais de um aviso, um dos dois barcos de patrulha sul-coreanos disparou um tiro de alerta. Em resposta, o navio norte-coreano atirou contra os sul-coreanos, resultando em uma pequena troca de tiros entre as duas partes. A embarcação norte coreana disparou aproximadamente 50 tiros, enquanto os sul coreanos realizaram cerca de 200 disparos.
A KCNA, agência governamental de notícia da Coréia do Norte, acusou a Coréia do Sul de provocar o confronto na fronteira marítima entre as duas nações. A agência reportou que
... o lado norte deixou um barco de patrulha da Marinha do Exército Popular da Coreia, que estava em guarda rotineira, entrar em ação para confirmar um objeto não identificado que invadiu o lado norte da fronteira.

Quando o barco de patrulha retornava depois de confirmar o objeto, às 11:20, um grupo de navios sul-coreanos o perseguiram e cometeram uma grave provocação atirando no barco. O barco de patrulha do lado norte, que sempre esteve pronto para combate, não perdeu tempo em executar um golpe retaliatório contra os provocadores. Muito atrapalhados por isso, os navios da Coreia do Sul rapidamente retornaram para o lado sul. 

## Consequências
Após a batalha, os barcos de patrulha da Coréia do Sul haviam sofrido somente danos superficiais (notadamente apenas 15 marcas de projéteis nas laterais dos navios). Por outro lado, o navio da Coréia do Norte sofreu sérios danos e ficou parcialmente destruído. Apesar de não haver nenhum anúncio oficial por parte da Coréia do Norte, uma agência de notícias sul-coreana reportou rumores de que os norte-coreanos sofreram 4 baixas (1 KIA e 3 WIA). Porém, um desertor afirmou que dez norte-coreanos foram mortos em combate. A Agência Central de Notícias da Coreia (norte-coreana) pressionou a Coréia do Sul a se desculparem pelo incidente.